# Callipia balteata
Callipia balteata är en fjärilsart som beskrevs av W. Warren 1905. Callipia balteata ingår i släktet Callipia och familjen mätare. Inga underarter finns listade i Catalogue of Life.